# Chorostków (gmina)
Chorostków – dawna gmina wiejska w powiecie kopyczynieckim województwa tarnopolskiego II Rzeczypospolitej. Siedzibą gminy było miasto Chorostków, które do 1941 stanowiło odrębną gminę miejską.
Gminę utworzono 1 sierpnia 1934 r. w ramach reformy na podstawie ustawy scaleniowej z dotychczasowych gmin wiejskich: Chłopówka, Karaszyńce, Kluwińce, Peremiłów, Soroka, Uwisła i Wierzchowce.
Od września 1939 do lipca 1941 gmina znajdowała się pod okupacją ZSRR, a 1 sierpnia 1941 weszła w skład Generalnego Gubernatorstwa i nowo utworzonego dystryktu Galicja. Gmina przynależała odtąd do powiatu czortkowskiego (Kreishauptmannschaft Czortków). Przyłączono do niej wówczas pozbawiony praw miejskich Chorostków. W 1943 roku gmina składała się z ośmiu gromad (Chłopówka, Chorostków, Karaszyńce, Kluwińce, Peremiłów, Soroka, Uwisła i Wierzchowce) i liczyła 14.570 mieszkańców.
Po II wojnie światowej obszar gminy znalazł się w ZSRR.